# 240 av. J.-C.
Cette page concerne l'année 240 av. J.-C. du calendrier julien proleptique.

## Événements
- Printemps :
  - Hannon le Grand échoue à secourir Utique menacée par les mercenaires révoltés[1].
  - Hamilcar Barca, nommé général des troupes carthaginoises, conduit une expédition contre les mercenaires révoltés et prolonge la lutte contre les princes numides qui les soutiennent ; les troupes puniques de Sardaigne se révoltent également et font appel à Rome, qui refuse de les aider, ainsi que les mercenaires rebelles d'Utique[2].

- 25 mai : première observation avérée de la comète de Halley par des astronomes chinois[3].
- 19 juin (21 avril du calendrier romain) : début à Rome du consulat de Caius Claudius Caecus Centho et Marcus Sempronius Tuditanus[4].
  - Recensement de 260 000 citoyens romains[5].
- Été : victoire d'Hamilcar Barca sur les mercenaires révoltés à la bataille de Bagradas[6].
- Septembre-novembre : Hamilcar, piégé par les rebelles, remporte une victoire avec l'aide du prince numide Naravas[6].

- Aratos de Sicyone assiège la garnison macédonienne du Pirée, puis Argos, en vain[7].
- Attale Ier de Pergame stoppe les assauts des Galates, qui sont écrasés entre 240 et 239 av. J.-C. dans la haute vallée du Caïque. Il s’arroge le titre de roi[8].

- Livius Andronicus, de Tarente, le père de la littérature romaine, produit sa première comédie et sa première tragédie. Il traduit et adapte des œuvres épiques et dramatiques grecques (l’Odyssée, première œuvre latine connue)[2].

## Naissances
- Ptolémée IV Philopator.

## Décès en 240 av. J.-C.
- Callimaque de Cyrène, poète, grammairien et érudit à Alexandrie, né vers 315 av. J.-C. à Cyrène. Il serait l’auteur de plus de huit cents ouvrages (tableaux, catalogue de 120 livres, fondement de l’histoire de la littérature grecque, Hymnes, Épigrammes, la Chevelure de Bérénice, Causes, Origines, Hécalé, Iambes, Poèmes lyriques, Ibis) .
- Zénodote d’Éphèse, grammairien (né en 320 av. J.-C.), directeur de la bibliothèque d'Alexandrie.
- Arcésilas de Pitane, philosophe grec (date approximative).
- Zou Yan, philosophe chinois.